# Forlì
Forlì är en italiensk stad i regionen Emilia-Romagna. Staden är huvudort i provinsen Forlì-Cesena. Kommunen hade 117 798 invånare (2018) och gränsar till kommunerna Bertinoro, Brisighella, Castrocaro Terme e Terra del Sole, Faenza, Forlimpopoli, Meldola, Predappio, Ravenna och Russi.
Forlì har sin grund i det romerska Forum Livii som grundades 190 f. Kr. Under medeltiden var Forlì ett betydande säte för ghibellinerna i deras kamp mot påven, men erövrades senare av Cesare Borgia och ingick från 1504 i Kyrkostaten. Forlì blev en del av Italien 1860.

## Kända personer från staden
- Melozzo da Forlì
- Ansuino da Forlì
- Marco Palmezzano
- Francesco Menzocchi
- Livio Agresti
- Alessandro Cortini
- Benito Mussolini
- Ercole Baldini
- Ilario Bandini
- Flavio Biondo
- Giovanni Battista Cirri
- Alexander De Franciscis, biskop (1594–1597).[4]
- Geronimo Mercuriali
- Giovanni Battista Morgagni
- Aurelio Saffi
- Giulietta Simionato
- Alice (sångare)